# Lygosoma corpulentum
Lygosoma corpulentum — вид сцинкоподібних ящірок родини сцинкових (Scincidae). Мешкає в Південно-Східній Азії.

## Поширення й екологія
Lygosoma corpulentum мешкають на півдні В'єтнаму й Лаосу, а також на південному сході Таїланду. Вони живуть у вологих тропічних і хвойних лісах, трапляються на окраїнах плантацій. Ведуть напівриючий спосіб життя. Живляться членистоногими, черв'яками й равликами. Відкладають яйця, 2 кладки за рік, по 4—5 яєць. Інкубаційний період становить 44—62 дні.